# Parque Leite Monteiro
O Parque Leite Monteiro, também conhecido como Parque do Monte, Parque Municipal e Jardim Municipal do Monte, é um parque de ambiente romântico, arborizado e ajardinado situado na freguesia do Monte, no Funchal, em Portugal.

## História
Até o fim do século XIX, o espaço hoje ocupado pelo Parque Leite Monteiro constituía-se do pequeno ribeiro de Santa Maria ou de Nossa Senhora, correndo aos pés de um outeiro semeado de seculares castanheiros e carvalhos, encimado pela Igreja Paroquial, em cuja margem esquerda se encontrava a Fonte da Virgem, "engraçada e pitoresca" construção em pedra tosca de cantaria mole.
Dias antes da chegada do Caminho de Ferro do Monte à nova estação do Atalhinho, no Monte, e com o número de turistas e visitantes que então procuravam a freguesia a crescer continuamente, a Câmara Municipal do Funchal deliberou, em sessão camarária de 2 de agosto de 1894, a aquisição de um terreno no outeiro adjacente à Igreja de Nossa Senhora do Monte pelo preço de 1640$000 réis, pertença de João Baptista de Sousa, com a finalidade de aí construir um parque para embelezamento local. Os trabalhos de construção do parque tiveram início nesse mesmo ano, assim que a compra do espaço se consumou, ficando concluídos em 1899, data inscrita nas muralhas da escadaria de acesso à igreja.
A Fonte da Virgem viria a ser destruída em 1896 pela queda de um castanheiro que lhe ficava sobranceiro, sendo logo reconstruída em mármore pela Câmara Municipal no ano seguinte, com o aspeto atual.
Em sessão de 15 de dezembro de 1898, a Câmara Municipal acordou com a fábrica da igreja do Monte o prolongamento do parque em terrenos que então pertenciam ao passal, tendo a Câmara entregue em troca a madeira de quatro castanheiros, usada em obras de reparação do templo, obrigando-se ainda a entregar à igreja, coproprietária daquela parcela de terreno, "os rendimentos em lenhas, madeiras e frutos", e ainda a importância de 22$000 pelo "rendimento das barracas da Fonte". A igreja fornecia ainda a água necessária à irrigação do parque, pela renda anual de 200 escudos.
Outras parcelas de terreno foram adquiridas aos herdeiros dos morgados Cristóvão Esmeraldo de Carvalhal e Henrique Félix de Freitas. Finalmente, em 1956, a Câmara Municipal entrou novamente em acordo com a fábrica da igreja do Monte, adquirindo os terrenos por detrás do Largo da Fonte, e aquém do ribeiro e da antiga ponte ferroviária, ficando de posse da totalidade da área que hoje integra o Parque Leite Monteiro, procedendo à colocação de marcos cadastrais.
Após a Revolução de 25 de Abril o parque caiu no abandono, sofrendo com a acumulação de matagais e lixos. Entre 1997 e 1999, passou por importantes obras de requalificação, sobretudo na parte mais baixa, junto ao ribeiro, a sul, procedendo-se à limpeza dos matagais e à erradicação de espécies infestantes, consertados os caminhos pedonais, construídos muros de suporte de terras, e plantadas árvores, arbustos e plantas herbáceas, com particular destaque para as espécies endémicas. Foram ainda instalados sistemas de rega automática, e recuperados dois miradouros.
A atual designação foi atribuída em sessão camarária de 22 de agosto de 1895, tendo-se deliberado atribuir o nome do então presidente, Dr. José Leite Monteiro, ao novo parque municipal. Esta deliberação viria a ser anulada a 27 de outubro de 1910, logo após a Implantação da República, sendo novamente restabelecida a 13 de fevereiro de 1913, por deliberação da Comissão Administrativa Municipal, então presidida pelo Dr. Manuel Gregório Pestana Júnior, resolução muito bem recebida pela população.

## Características

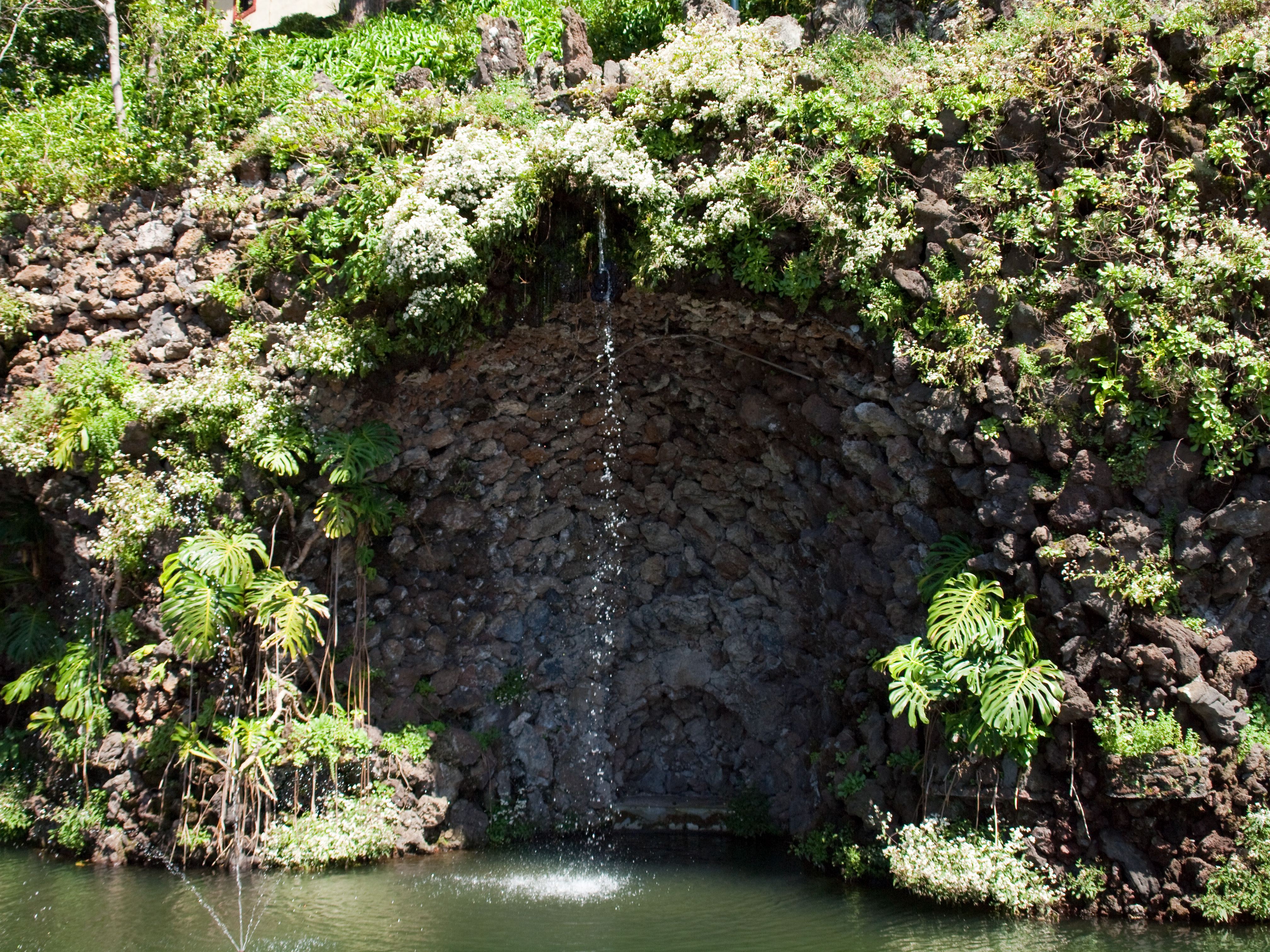
Aspecto do lago dos cisnes.

O parque tem a forma de leque ou livro aberto, integrando uma pequena encosta em declive, sendo atravessado pelo ribeiro de Santa Maria ou de Nossa Senhora. Confronta a leste com o adro paroquial, escadaria exterior, e ilharga lateral da igreja, e a oeste com o Largo da Fonte, que constitui o seu principal acesso.
Os jardins incorporam o ambiente romântico do período em que foi construído, concebido à moda dos jardins selváticos, vinda de Inglaterra, que com os declives do terreno compõe uma paisagem que emula a informalidade dos espaços naturais. Os caminhos pedonais percorrem de forma discreta toda a encosta desde o templo até ao fundo do ribeiro de Santa Maria, por entre a vegetação que cresce livremente, desenvolvendo-se desde o Largo da Fonte, em direção à Igreja Paroquial e às Babosas.A les-sueste encontra-se um lago de cisnes, tendo ao centro uma miniatura da Ilha da Madeira, constituída por pequenos blocos rochosos.
O espaço nas margens do ribeiro de Santa Maria, sob a ponte por onde o comboio circulou entre 1894 e 1943, encontra-se preenchido por pequenos canteiros de formas geométricas que, sendo aquilo que primeiro chama a atenção do visitante, não constitui, no entanto, a tipologia dominante.
Ocupa uma área total de 25 mil metros quadrados, com 130 metros quadrados de espaço edificado, correspondendo a instalações de apoio aos
jardineiros, sanitários, um pequeno chalé debaixo da ponte, coreto e fontanário, 7720 metros quadrados de passeios, e 19070 metros quadrados de área ajardinada, com exposição predominante a sudoeste e a sul.
Distribui-se entre os 508 e os 589 metros de altitude, num desnível de 81 metros. A cota mínima situa-se no talvegue do ribeiro de Santa Maria, no extremo sul, situando-se a cota máxima a norte da Igreja. Apresenta um declive médio de 27%, tratando-se de um parque com declive acentuado. Os declives mais suaves, inferiores a 10%, estão circunscritos ao Largo da Fonte. Os declives moderados, entre os 10 e os 20%, localizam-se numa parte dos canteiros abaixo do Largo da Fonte, e na área da lagoa. Os declives mais acentuados, entre 20 e 30%, correspondem à maior parte da área entre o Largo da Fonte e a Igreja, assim como aos taludes entre a lagoa e o Caminho de Ferro, e entre este e o miradouro sobre a queda de água. Os declives mais acentuados, acima de 30%, localiza-se numa pequena área na extremidade norte, assim como em grande parte do talude entre o Caminho de Ferro e o talvegue do ribeiro de Santa Maria. A sua posição em altitude corresponde ao Segundo Andar Fitoclimático da Ilha da Madeira, e a uma formação vegetal de floresta de transição entre a vegetação xerófila do litoral, e a laurissilva, sendo quase certo que o vale do pequeno ribeiro de Santa Maria, mais húmido, foi em tempos povoado por laurissilva.
O solo é autóctone em todo o espaço ocupado pelo parque, resultante da alteração do substrato constituído por materiais piroclásticos e basaltos alcalinos, com valores de pH entre 6 e 7,5, correspondendo a uma reacção entre ligeiramente ácida e neutra.

### Características fitogeográficas
A flora existente no parque integra representantes de 109 famílias, 254 géneros, 294 espécies, 6
subespécies, 3 variedades e 16 híbridos. A família Compositae é a que apresenta maior riqueza taxonómica, com 26 géneros, 27 espécies, 1 subespécie e 1 híbrido.
Estão identificadas pelo menos oitenta e nove espécies de árvores e plantas arborescentes, 24% das quais constituídas pelo único indivíduo da sua espécie. A Cyathea cooperi é a espécie com maior número de indivíduos, 85, seguindo-se a Camellia japonica com 62 exemplares. Quatro árvores integram a classe Abundante: Duas indígenas – Ocotea foetens (47 indivíduos) e Clethra arborea (44) – e outras duas exóticas –
Platanus x acerifolia (43) e Acacia mearnsii (27).
No parque predominam as plantas herbáceas, com 125 taxa, correspondendo a 39,2% do total. Os arbustos ocupam o segundo lugar, com
105 taxa (32,9%), e as árvores correspondem a 27,9% (89 taxa).